# Tramoyes
Tramoyes es una comuna francesa del departamento de Ain, en la región de Auvernia-Ródano-Alpes. Pertenece a la comunidad de comunas de Miribel et du Plateau

## Geografía
Tramoyes está en el suroeste del departamento y en el sur de la meseta de Dombes.

## Demografía
| 355 | 364 | 571 | 788 | 1 136 | 1 527 | 1 604 | 1 657 |
| Para los censos de 1962 a 1999 la población legal corresponde a la población sin duplicidades (Fuente: INSEE [Consultar]) |     |     |     |       |       |       |       |